# Te amo (canción de Makano)
«Te amo» es una canción escrita por cantante de reguetón y reggae en español Makano. Fue lanzado como el segundo sencillo de su primer álbum lanzado internacionalmente Te amo, el cual fue el número 1 en la lista de los Top Latin Songs.

## Información
A finales del año 2006, el sello discográfico Panama Music firmó con Makano para grabar su primer álbum. El acuerdo final se convirtió en mayo de 2007 y en el siguiente mes, el cantante junto a su productor revisaron y seleccionaron las canciones que serían incluidas en el álbum. Ellos acordaron que la música sería al estilo romántico, pero sin embargo buscaba un retoque agresivo con el primer sencillo a lanzarse. "Si Tú No Le Dices", producido por el productor panameño DJ Greg, el cual fue lanzado eventualmente y fue un hit en Colombia. Unas semanas más tarde, dos singles fueron lanzados, "Fuera de Mi Vida" y "Te Amo", ambos temas escritos por el productor DJ Fasther. Ambas canciones aceptadas por la audiencia.

## Remixes
1. Te Amo (Remix) (Feat. Condeman)
2. Te Amo (Remix) (Feat. Guary & Cleyton)
3. Te Amo (Remix) (Feat. RKM & Ken-Y)
4. Te Amo (Remix) (Feat. MJ)
5. Te Amo (Duranguense Remix)
6. Te Amo (Version Banda) (Feat. German Montero)
7. Te Amo (Remix Pop) (Feat. Alejandro Lagrotta)

## Posiciones
| Cartelera (2008)/(2009)               | Posición |
| ------------------------------------- | -------- |
| U.S. Billboard Hot Latin Songs        | 1        |
| U.S. Billboard Latin Rhythm Airplay   | 2        |
| U.S. Billboard Latin Tropical Airplay | 1        |
| U.S. Billboard Latin Pop Airplay      | 17       |